# 김제검산초등학교
김제검산초등학교는 대한민국 전북특별자치도 김제시에 있는 공립 초등학교이다.

## 학교 연혁
- 1999. 12. 24	학교부지 조성 및 확보
- 2000. 10. 12	학교시설 공사 착공
- 2001. 12. 19	김제검산초등학교 설립인가
- 2002. 03. 01	김제검산초등학교 개교(18학급)
- 2002. 03. 01	초대 백종봉 교장 부임
- 2003. 02. 19	제1회 졸업식(졸업생 52명)
- 2003. 03. 01	전라북도 지정 국어과 연구학교 지정
- 2005. 03. 01	2대 김재경 교장 부임
- 2007. 12. 26	보통교실 12실 신축
- 2008. 09. 01	제3대 윤춘흥 교장 부임
- 2010. 09. 01	제4대 문홍근 교장 부임
- 2012. 03. 01	국정도서 현장적합성 검토 연구학교(도지정, 2년간)
- 2013. 03. 01	38학급편성(특수학급 2학급 포함)
- 2013. 09. 01	제5대 서명옥 교장 부임
- 2014. 02. 13	제12회 졸업식(졸업생 183명 총 졸업생 1,732명)
- 2014. 03. 01	36학급 편성 (특수학급 1학급 포함)
- 2014. 09. 01  교육부 지정 인성교육우수학교 지정
- 2015. 02. 13	제13회 졸업생(졸업생 155명 총 졸업생 1,886명)
- 2015. 03. 01	35학급편성(특수학급 1학급 포함)
- 2015. 09. 01	제 6대 김명철 교장선생님 부임
- 2016. 02. 05	제14회 졸업생(졸업생 161명 총 졸업생 2,047명)
- 2016. 03. 01	33학급편성(특수학급 1학급 포함)
- 2016. 03. 01	2015개정교육과정 연구학교(2년간)
- 2017. 02. 10	제15회 졸업(졸업생 152명 총 졸업생 2,199명)
- 2017. 03. 01	35학급편성(특수학급 1학급 포함)
- 2018. 02. 09.	제16회 졸업생(졸업생 132명 총 졸업생 2,331명)
- 2018. 03. 01.	38학급편성(특수학급 1학급 포함)
- 2018. 09. 01.	제7대 박연주 교장선생님 부임
- 2020. 02. 14.	제18회 졸업(졸업생 174명 총 졸업생 2,649명)
- 2020. 03. 01	36학급편성(특수학급 1학급 포함)
- 2021. 01. 15.	제 19회 졸업(졸업생 144명, 총 졸업생 2,793명)
- 2021. 03. 01.	36학급편성(특수학급 1학급 포함)